# Garaeus laterinata
Garaeus laterinata är en fjärilsart som beskrevs av Gustave Arthur Poujade 1895. Garaeus laterinata ingår i släktet Garaeus och familjen mätare. Inga underarter finns listade i Catalogue of Life.